# Cantalupa
Cantalupa is een gemeente in de Italiaanse provincie Turijn (regio Piëmont) en telt 2231 inwoners (31-12-2004). De oppervlakte bedraagt 11,1 km², de bevolkingsdichtheid is 201 inwoners per km².

## Demografie
Cantalupa telt ongeveer 930 huishoudens. Het aantal inwoners steeg in de periode 1991-2001 met 18,5% volgens cijfers uit de tienjaarlijkse volkstellingen van ISTAT.
| Jaar | Inwoneraantal |
| ---- | ------------- |
| 1991 | 1750          |
| 2001 | 2073          |

## Geografie
Cantalupa grenst aan de volgende gemeenten: Cumiana, Frossasco en Roletto.

## Externe link

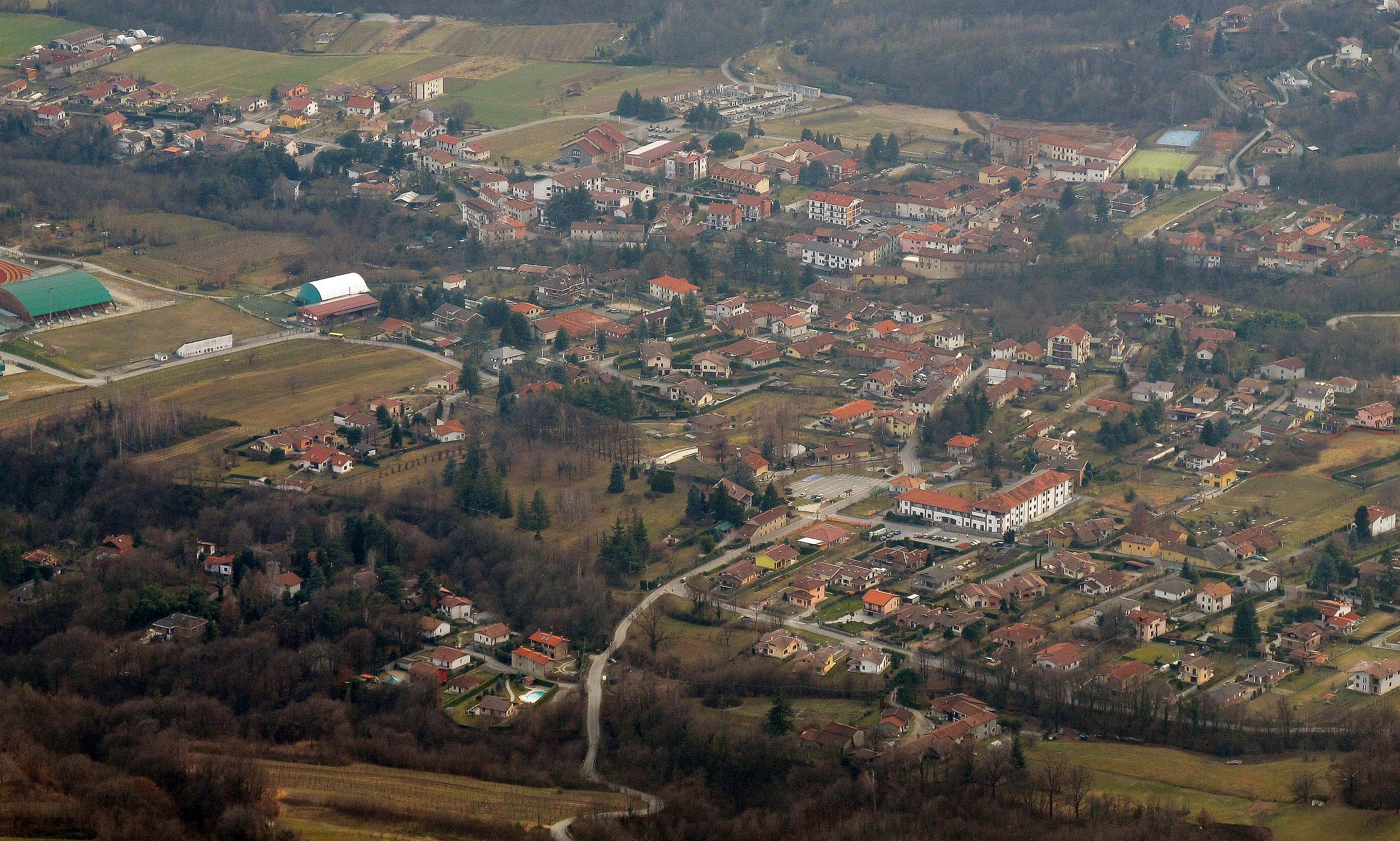
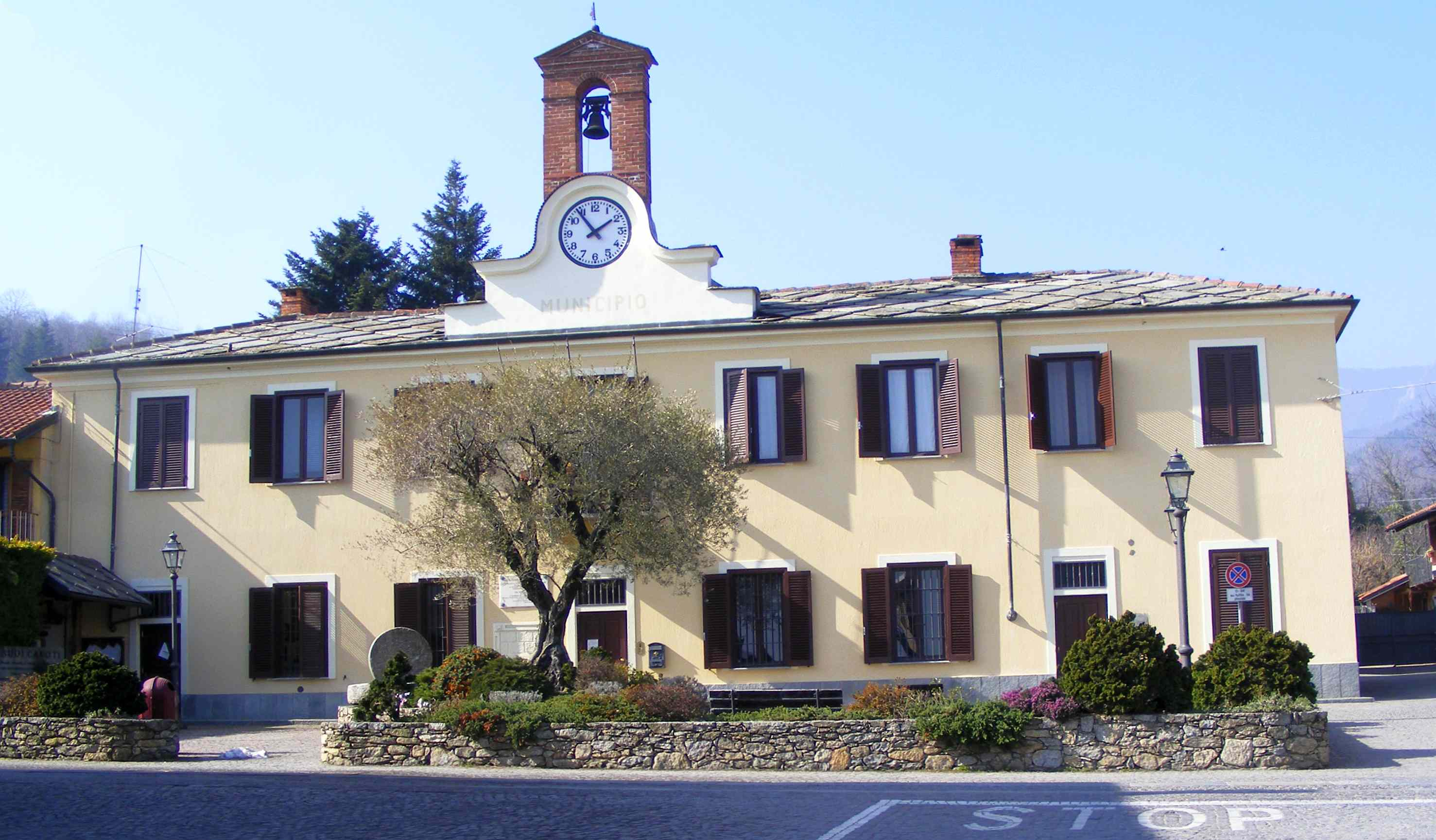